# Syngonanthus lanceolatus
Syngonanthus lanceolatus là một loài thực vật có hoa trong họ Eriocaulaceae. Loài này được Silveira miêu tả khoa học đầu tiên năm 1928.